# You Are Not Alone
"You Are Not Alone"' là một bài hát của nghệ sĩ thu âm người Mỹ Michael Jackson nằm trong album phòng thu thứ chín của ông, HIStory: Past, Present and Future, Book I (1995). Nó được phát hành như là đĩa đơn thứ hai trích từ album vào ngày 15 tháng 8 năm 1995 bởi Epic Records. Bài hát được viết lời và sản xuất bởi R. Kelly, với sự tham gia hỗ trợ sản xuất từ Jackson. Đây là một bản R&B ballad mang nội dung đề cập đến tình yêu và sự cô lập, và được Kelly sáng tác trong quãng thời gian khó khăn xung quanh cuộc sống cá nhân của ông. Sau đó, ông đã gửi một cuộn băng thu nháp của bài hát cho Jackson, người đã rất yêu thích và quyết định sản xuất nó cùng Kelly. Sự quan tâm của Jackson đối với "You Are Not Alone" cũng liên quan đến những sự kiện trong cuộc sống cá nhân của ông lúc bấy giờ. Bài hát sau đó cũng được hát lại bởi Kelly như là một bài hát ẩn trong album phòng thu thứ mười của ông, Love Letter (2010).
Sau khi phát hành, "You Are Not Alone" nhận được những phản ứng đa phần là tích cực từ các nhà phê bình âm nhạc, trong đó họ đánh giá cao giai điệu cũng như quá trình sản xuất của nó, và gọi đây là một điểm nhấn nổi bật từ HIStory. Nó cũng gặt hái những thành công vượt trội về mặt thương mại, đứng đầu các bảng xếp hạng ở Pháp, Ireland, New Zealand, Tây Ban Nha, Thụy Sĩ và Vương quốc Anh, và lọt vào top 10 ở hầu hết những quốc gia nó xuất hiện, bao gồm vươn đến top 5 ở nhiều thị trường lớn như Áo, Bỉ, Đan Mạch, Đức, Ý và Thụy Điển. Tại Hoa Kỳ, "You Are Not Alone" giúp Jackson nắm giữ một Kỷ lục Guinness Thế giới khi trở thành bài hát đầu tiên trong lịch sử 37 năm của bảng xếp hạng Billboard Hot 100 ra mắt ở vị trí số một ngay trong tuần đầu xuất hiện, trở thành đĩa đơn quán quân thứ mười ba và cũng là cuối cùng trong sự nghiệp của Jackson tại đây. Nó cũng được chứng nhận đĩa Bạch kim từ Hiệp hội Công nghiệp ghi âm Mỹ (RIAA), và là bài hát thứ 800 đứng đầu bảng xếp hạng.
Video ca nhạc cho "You Are Not Alone" được đạo diễn bởi Wayne Isham, trong đó bao gồm những cảnh Jackson trình diễn bài hát ở một nhà hát và xen kẽ với hình ảnh bán khỏa thân giữa Jackson và người vợ của ông lúc bấy giờ Lisa Marie Presley trong hình tượng thiên thần. Để quảng bá bài hát, Jackson đã trình diễn nó trên nhiều chương trình truyền hình và lễ trao giải lớn, bao gồm giải thưởng âm nhạc Soul Train năm 1995, giải thưởng BET năm 1995 và giải Video âm nhạc của MTV năm 1995, cũng như trong chuyến lưu diễn HIStory World Tour (1996-1997) nơi một cô gái ngẫu nhiên sẽ được mời lên sân khấu với Jackson ở giữa bài hát. Kể từ khi phát hành, "You Are Not Alone" đã được hát lại bởi một số nghệ sĩ, trong đó nổi bật nhất là Diana Ross, All-Star và dàn thí sinh chung kết của The X Factor mùa thứ sáu. Nó còn nhận được nhiều giải thưởng và đề cử tại những lễ trao giải lớn, bao gồm hai đề cử giải Grammy cho Bài hát của năm và Trình diễn giọng pop nam xuất sắc nhất tại lễ trao giải thường niên lần thứ 38.

## Danh sách bài hát
| Đĩa đơn tại Bắc Mỹ 1. "You Are Not Alone" – 4:56 2. "You Are Not Alone" (Radio chỉnh sửa) – 4:34 3. "You Are Not Alone" (Franctified Club phối) – 10:40 4. "Scream Louder" (Flyte Tyme phối lại, chưa kiểm duyệt) – 5:30 5. "MJ Megaremix" – 10:33 Đĩa đơn tại Brazil 1. "You Are Not Alone" (R. Kelly chỉnh sửa phối lại) – 4:30 2. "You Are Not Alone" (Classic Club chỉnh sửa) – 4:59 3. "You Are Not Alone" (Jon B. chỉnh sửa phối lại) – 4:59 4. "You Are Not Alone" (R. Kelly phối lại) (kết thúc với màn trình diễn trực tiếp) – 6:23 5. "You Are Not Alone" (Jon B. Main phối) – 6:55 6. "Rock with You" (Frankie's Favorite Club phối) – 7:45 Đĩa đơn tại Nhật 1. "You Are Not Alone" – 4:56 2. "You Are Not Alone" (Radio chỉnh sửa) – 4:34 3. "You Are Not Alone" (Franctified Club phối) – 10:40 4. "You Are Not Alone" (R. Kelly phối lại) – 6:23 5. "You Are Not Alone" (Franctified Club phối chỉnh sửa) – 7:40 6. "You Are Not Alone" (Jon B. Main phối) – 6:55 7. "You Are Not Alone" (Jon B. Padapella phối) – 6:55 Đĩa đơn cassette 1. "You Are Not Alone" – 4:56 2. "Scream Louder" (Flyte Tyme phối lại, chưa kiểm duyệt) – 5:30 | Đĩa đơn tại Đức 1. "You Are Not Alone" – 4:56 2. "You Are Not Alone" (Radio chỉnh sửa) – 4:34 3. "You Are Not Alone" (Franctified Club phối) – 10:40 4. "You Are Not Alone" (Classic Club phối) – 7:40 5. "You Are Not Alone" (Jon B. Main phối) – 6:55 6. "You Are Not Alone" (Jon B. Padapella phối) – 6:55 7. "MJ Medley Aus Dem Vivawettbewerb" – 5:00 Đĩa đơn tại Hà Lan 1. "You Are Not Alone" – 4:56 2. "You Are Not Alone" (Radio chỉnh sửa) – 4:34 3. "You Are Not Alone" (Franctified Club phối) – 10:40 4. "You Are Not Alone" (Classic Club phối) – 7:40 5. "You Are Not Alone" (Jon B. Main phối) – 6:55 6. "You Are Not Alone" (Jon B. Padapella phối) – 6:55 7. "Magic Michael Jackson phối" – 4:26 Đĩa đơn Visionary - CD 1. "You Are Not Alone" (Radio chỉnh sửa) – 4:34 2. "You Are Not Alone" (Classic Club phối) – 7:36 - DVD 1. "You Are Not Alone" (video) – 5:35 |

## Xếp hạng
| Bảng xếp hạng (1995)                     | Vị trí cao nhất |
| ---------------------------------------- | --------------- |
| Úc (ARIA)                                | 7               |
| Áo (Ö3 Austria Top 40)                   | 2               |
| Bỉ (Ultratop 50 Flanders)                | 3               |
| Bỉ (Ultratop 50 Wallonia)                | 1               |
| Canada (RPM)                             | 11              |
| Canada Adult Contemporary (RPM)          | 3               |
| Canada (The Record)                      | 2               |
| Đan Mạch (Tracklisten)                   | 2               |
| Châu Âu (European Hot 100 Singles)       | 1               |
| Phần Lan (Suomen virallinen lista)       | 10              |
| Pháp (SNEP)                              | 1               |
| Đức (Official German Charts)             | 4               |
| Ireland (IRMA)                           | 1               |
| Ý (FIMI)                                 | 3               |
| Hà Lan (Dutch Top 40)                    | 6               |
| Hà Lan (Single Top 100)                  | 6               |
| New Zealand (Recorded Music NZ)          | 1               |
| Na Uy (VG-lista)                         | 9               |
| Scotland (OCC)                           | 2               |
| Thụy Điển (Sverigetopplistan)            | 2               |
| Thụy Sĩ (Schweizer Hitparade)            | 1               |
| Anh Quốc (OCC)                           | 1               |
| Hoa Kỳ Billboard Hot 100                 | 1               |
| Hoa Kỳ Adult Contemporary (Billboard)    | 7               |
| Hoa Kỳ Adult Pop Airplay (Billboard)     | 8               |
| Hoa Kỳ Dance Club Songs (Billboard)      | 3               |
| Hoa Kỳ Hot R&B/Hip-Hop Songs (Billboard) | 1               |
| Hoa Kỳ Pop Airplay (Billboard)           | 4               |
| Bảng xếp hạng (2006)                     | Vị trí cao nhất |
| Tây Ban Nha (PROMUSICAE)                 | 1               |
| Bảng xếp hạng (2009)                     | Vị trí cao nhất |
| Hoa Kỳ Digital Songs (Billboard)         | 13              |

| Bảng xếp hạng (1995)                 | Vị trí |
| ------------------------------------ | ------ |
| Australia (ARIA)                     | 10     |
| Austria (Ö3 Austria Top 40)          | 27     |
| Belgium (Ultratop 50 Flanders)       | 33     |
| Belgium (Ultratop 50 Wallonia)       | 11     |
| Canada (RPM)                         | 96     |
| Canada Adult Contemporary (RPM)      | 18     |
| Denmark (Tracklisten)                | 27     |
| Europe (European Hot 100 Singles)    | 1      |
| Finland (Suomen virallinen lista)    | 59     |
| France (SNEP)                        | 10     |
| Germany (Official German Charts)     | 30     |
| Italy (FIMI)                         | 45     |
| Japan (Tokyo Hot 100)                | 38     |
| Netherlands (Dutch Top 40)           | 13     |
| Netherlands (Single Top 100)         | 26     |
| New Zealand (Recorded Music NZ)      | 15     |
| Sweden (Sverigetopplistan)           | 27     |
| Switzerland (Schweizer Hitparade)    | 20     |
| UK Singles (Official Charts Company) | 8      |
| US Billboard Hot 100                 | 21     |
| US Adult Contemporary (Billboard)    | 35     |
| US Hot R&B/Hip-Hop Songs (Billboard) | 33     |
| Bảng xếp hạng (2009)                 | Vị trí |
| Italy (FIMI)                         | 84     |

| Bảng xếp hạng (1990–99)              | Vị trí |
| ------------------------------------ | ------ |
| UK Singles (Official Charts Company) | 62     |

## Chứng nhận
| Quốc gia                                                                           | Chứng nhận | Số đơn vị/doanh số chứng nhận |
| ---------------------------------------------------------------------------------- | ---------- | ----------------------------- |
| Úc (ARIA)                                                                          | Bạch kim   | 70.000^                       |
| Áo (IFPI Áo)                                                                       | Vàng       | 25.000*                       |
| Bỉ (BEA)                                                                           | Vàng       | 25.000*                       |
| Pháp (SNEP)                                                                        | Vàng       | 250.000*                      |
| Đức (BVMI)                                                                         | Vàng       | 250.000^                      |
| New Zealand (RMNZ)                                                                 | Vàng       | 5,000*                        |
| Thụy Sĩ (IFPI)                                                                     | Vàng       | 25.000^                       |
| Anh Quốc (BPI)                                                                     | Bạch kim   | 600.000‡                      |
| Hoa Kỳ (RIAA)                                                                      | Bạch kim   | 1,000,000                     |
| * Chứng nhận dựa theo doanh số tiêu thụ. ^ Chứng nhận dựa theo doanh số nhập hàng. |            |                               |

## Phiên bản The X Factor UK 2009

### Xếp hạng

#### Xếp hạng tuần
| Bảng xếp hạng (2009) | Vị trí cao nhất |
| -------------------- | --------------- |
| Ireland (IRMA)       | 1               |
| Scotland (OCC)       | 1               |
| Anh Quốc (OCC)       | 1               |

#### Xếp hạng cuối năm
| Bảng xếp hạng (2009)                 | Vị trí |
| ------------------------------------ | ------ |
| UK Singles (Official Charts Company) | 28     |

### Chứng nhận
| Quốc gia                                                                           | Chứng nhận | Số đơn vị/doanh số chứng nhận |
| ---------------------------------------------------------------------------------- | ---------- | ----------------------------- |
| Anh Quốc (BPI)                                                                     | Vàng       | 400.000^                      |
| * Chứng nhận dựa theo doanh số tiêu thụ. ^ Chứng nhận dựa theo doanh số nhập hàng. |            |                               |